# 알헤시라스 CF
알헤시라스 CF(스페인어: Algeciras Club de Fútbol)는 스페인 안달루시아주 카디스도 알헤시라스를 연고로 하는 축구단이다. 1909년에 창단되었으며, 프리메라 디비시온에 참가하고 있다.

## 선수 명단

### 현역
참고: FIFA 자격 규정에 따라 소속된 국가대표팀 국기를 표시합니다. 선수는 복수의 FIFA 비회원국 국적을 가지고 있을 수 있습니다.
| 번호 | 포지션 | 국적 | 이름                   |
| ---- | ------ | ---- | ---------------------- |
| 15   | DF     |      | 라우타로 마르코 스파츠 |

| 번호 | 포지션 | 국적 | 이름      |
| ---- | ------ | ---- | --------- |
| 33   | MF     |      | 벤 크루거 |

## 역대 감독
| 감독                | 임기        |
| ------------------- | ----------- |
| 프란시스코 안투네스 | 1963 ~ 1964 |